# تبرماهی مرمری
تبرماهی مرمری (نام علمی: Carnegiella strigata) نام یک گونه از سرده تبرماهی‌های کوچک است.